# 松南青年站
松南青年站（韓語：송남청년역）是朝鮮民主主義人民共和國平安南道北仓郡松南劳动者区的一個鐵路車站，属于平德线和松南青年煤矿线。

## 邻近车站
平德线
九井站 - 松南青年站 - 假仓站
松南青年煤矿线
松南青年站 - 率谷站